# 40. Międzynarodowy Festiwal Filmowy w Cannes

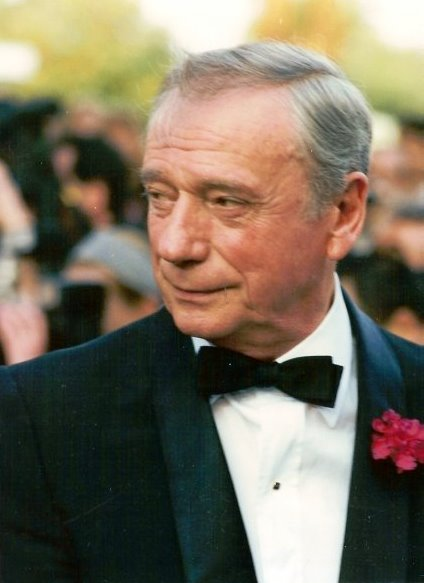
Yves Montand na Festiwalu w Cannes

40. Międzynarodowy Festiwal Filmowy w Cannes odbył się w dniach 7–19 maja 1987 roku. Imprezę otworzył pokaz francuskiego filmu Zakochany mężczyzna w reżyserii Diane Kurys.
Jury pod przewodnictwem francuskiego aktora Yves'a Montanda przyznało nagrodę główną festiwalu, Złotą Palmę, francuskiemu filmowi Pod słońcem szatana w reżyserii Maurice'a Pialata. Drugą nagrodę w konkursie głównym, Grand Prix, przyznano gruzińskiemu filmowi Pokuta w reżyserii Tengiza Abuładze.

## Jury Konkursu Głównego
- Yves Montand, francuski aktor − przewodniczący jury[3]
- Theo Angelopoulos, grecki reżyser
- Gérald Calderon, francuski reżyser
- Danièle Heymann, francuska krytyczka filmowa
- Elem Klimow, rosyjski reżyser
- Norman Mailer, amerykański pisarz
- Nicola Piovani, włoski kompozytor
- Jerzy Skolimowski, polski reżyser
- Jeremy Thomas, brytyjski producent filmowy

## Filmy na otwarcie i zamknięcie festiwalu
|             | Tytuł               | Reżyseria | Kraj            |
| ----------- | ------------------- | --- | --------------- |
| Otwierający | Zakochany mężczyzna | Diane Kurys | Francja         |
| Zamykający  | Aria                | Robert Altman, Bruce Beresford, Bill Bryden, Jean-Luc Godard, Derek Jarman, Franc Roddam, Nicolas Roeg, Ken Russell, Charles Sturridge i Julien Temple | Wielka Brytania |